# (15448) Siegwarth
(15448) Siegwarth (1998 XT21) – planetoida z pasa głównego asteroid okrążająca Słońce w ciągu 4,36 lat w średniej odległości 2,67 j.a. Odkryta 10 grudnia 1998 roku.